# Хофа
Хофа (енгл. Hoffa) је биографски криминалистички драмски филм из 1992. године.
У филму је представљена ансамблска подела улога. Главне улоге играју Џек Николсон, Дени Де Вито, Арманд Асанте, Џ. Т. Волш и Роберт Проски. Већина приче је испричана у флешбековима пре него што се заврши Хофиним мистериозним нестанком.

## Радња
Биографски филм о америчком радничком вођи Џимију Хофу. Хофа почиње своју каријеру тридесетих година узбуркавајући возаче камиона, убеђујући их да се учлане у синдикат. Касније је дошло до брзог раста каријере, везе са мафијом, затворске казне и превременог пуштања на слободу. Као синдикални вођа који је створио једну од највећих и најутицајнијих организација у Сједињеним Државама, током Велике депресије спасао је многе раднике од глади и постао симбол синдикалног покрета. Радња филма обухвата неколико деценија његовог живота између тридесетих и седамдесетих година 20. столећа, од тренутка када Џими упознаје камионџију Бобија Кијара, са којим је почео да ствара организацију, до Хофиног хапшења под оптужбом за проневеру синдикалних фондова, и третира његов мистериозни нестанак.

## Улоге
| Глумац           | Улога                 |
| ---------------- | --------------------- |
| Џек Николсон     | Џими Хофа             |
| Дени Де Вито     | Боби Кијара           |
| Арманд Асанте    | Карл Дали Д’Алесандро |
| Џ. Т. Волш       | Френк Фицсимонс       |
| Роберт Проски    | Били Флин             |
| Џон Рајли        | Пит Конели            |
| Кевин Андерсон   | Роберт Кенеди         |
| Џон П. Рајан     | Ред Бенет             |
| Френк Вејли      | дечко камионџија      |
| Керен Јанг       | млада жена            |
| Пол Гилфојл      | Тед Хармон            |
| Наталија Ногулич | Џозефин Џо Хофа       |
| Клиф Горман      | Соли Штајн            |
| Николас Прајор   | Хофин адвокат         |